# Brian Cripsey
Brian Cripsey (sinh ngày 26 tháng 6 năm 1931) là một cựu cầu thủ bóng đá người Anh thi đấu ở vị trí tiền vệ chạy cánh trái.

## Sự nghiệp
Sinh ra ở Hull, Cripsey thi đấu cho Brunswick Institute, Hull City, Wrexham và Bridlington Town.